# 의적 임꺽정
"의적 임꺽정"(Lim Keok Jeon, Korean Robin Hood)은 한국에서 제작된 김청기 감독의 1997년 애니메이션 영화이다. 홍정표 등이 제작에 참여하였고  김청기 감독과 함께 전북 완주군 신월리에서 숙식한  70명의 문하생들이 물소리-새소리를 들으며 수작업으로 일일이 그렸음에도 김청기 감독이 원화만은 직접 손을 댔는데 1993년 시나리오를 완성하여 씨름선수로 유명한 이만기를 캐스팅해 실사영화로 만들 예정이었으나 무산되자 애니메이션으로 간신히 제작됐고 김청기 감독의 전 애니메이션 연출작 중 하나였던  "꼬마어사 똘이"의 작화와 크게 차별을 보이지 않는 정도로 촌스러운 데다 맥빠진 스토리로 관객들의 철저한 외면을 받아 흥행에 실패했으며 김청기 감독은 해당 작품의 실패 후 연출활동을 접었다.

## 기타
- 녹음: 강대성
- 음향효과: 최정원
- 주제가: 이지영